# Psammotettix kurilensis
Psammotettix kurilensis är en insektsart som beskrevs av Anufriev 1976. Psammotettix kurilensis ingår i släktet Psammotettix och familjen dvärgstritar. Inga underarter finns listade i Catalogue of Life.